# Gambit (truyện tranh)
Gambit (Remy LeBeau) là một nhân vật trong Marvel Comics, thành  viên của X-Men. Được tạo ra bởi Chris Claremont và họa sĩ Jim Lee, anh xuất hiện lần đầu tiên trong Uncanny X-Men #266 (tháng 8 năm 1990).
Là một người đột biến, Gambit có khả năng phóng năng lượng vào vật thể, thường phóng ra những lá bài chứa chất nổ. Gambit có khả năng rất giỏi trong việc đột nhập, điệp viên. Vũ khí thường dùng là chiếc gậy. Kĩ năng chiến đấu của Gambit thường là cú đá hộp kiểu Pháp.

## Thông tin cá nhân
- Chiều cao: 6 ft. 1 in.
- Cân nặng: 175 lbs.
- Mắt: Đỏ
- Tóc: Nâu
- Tuy là một người có khả năng phi thương nhưng sức khỏe của anh cũng như những con người bình thường ở cùng độ tuổi với một chế độ luyện tập điều độ và chuyên sâu.
- Thân phận dị nhân: Bí mật
- Tình trạng pháp lý: Công dân Hoa Kỳ không có tiền án tiền sự
- Tình trạng gia đình: Ly thân với vợ.
- Nghề nghiệp: (hiện tại) Nhà thám hiểm, (cũ) Trộm cắp chuyên nghiệp
- Các mối quan hệ: Jean-Luc LeBeau (cha), Bella Donna Boudreaux (vợ, đã ly thân), Rogue (vợ).
- Căn cứ hoạt động: (hiện tại) Học viện Xavier, Trung tâm Salem, hạt Westchester, tiểu bang New York; (cũ) New Orleans, Louisiana; Paris, Pháp; Cairo, Illinois
- Gia nhập các nhóm: (hiện tại) X-Men, (cũ) Đạo chích hội (New Orleans)
- Xuất hiện lần đầu: X-MEN (series đầu) #130
- Kỹ năng chiến đấu: Kỹ năng giao chiến bằng tay không xuất sắc, áp dụng thuần thục các kỹ thuật chiến đầu đường phố (streetfighting) và nhào lộn.
- Kỹ năng đặc biệt khác: Thông thạo tiếng Anh và tiếng Pháp; kỹ năng phóng các vật nhỏ, bao gồm dao, que nhọn; và cuối cùng là khả năng đánh bài, với độ chính xác đến lạ thường.
- Siêu năng lực: Gambit sở hữu khả năng hút năng lượng tiềm tàng bên trong các vật thể và chuyển hóa nó thành động năng. Khi Gambit nạp năng lượng này vào một vật và phóng đi, nó sẽ phát nổ khi va chạm với một vật khác.

## Tiểu sử
Anh là người vô gia cư. Không có nhà, không gia đình, lạc lõng… Gambit được Jean-Luc LeBeau - thủ lĩnh hội đồng Đạo chính hội, một tổ chức tội phạm đặt căn cứ tại New Orleans – nhận nuôi. Như là một phần trong bản hiệp ước hòa bình giữa Hội đạo chích và các đội thủ cua họ, Thích khách hội, một cuộc hôn nhân được xếp đặt giữa Gambit và Bella Donna Boudreaux, cháu nội của đầu lĩnh Thích khách hội, tổ chức. Tuy nhiên, anh trai của Bella Donna là Julien phản đối cuộc hôn nhân này và đã thách đấu với Gambit. Vì đánh nhau Gambit lỡ tay Làm trọng thương Julien, Gambit buộc phải trốn khỏi New Orleans để tránh cuộc chiến giữa hai bang hội.
Gambit lang thang khắp nơi, với kỹ năng trộm cắp bậc thầy, cộng thêm khả năng nạp năng lượng gây nổ vào vật thể. Anh đã sử dụng các lá bài được nạp loại năng lượng này như vũ khí độc quyền của anh. Gambit gia nhập vào nhóm thích khách Marauders của Mister Sinister, anh không nhận ra rằng Sinister đã sử dụng Marauders để tàn sát cộng đồng dị nhân ngầm Morlocks.
Cho đến một ngày, Gambit gặp gỡ Quái nhân Storm, đã bị biến thành một đứa trẻ, quên hết mọi chuyện và trở thành kẻ ăn cắp. Anh đã giúp cô trốn khỏi kẻ thù, Shadow King, và họ trở thành cộng sự của nhau. Sau này, khi Giáo sư Charles Xavier trở về từ chuyến du hành dài hạn ngoài không gian, Storm, đã lấy lại được ký ức và trở lại bình thường, bảo lãnh Gambit vào X-Men. Gambit gia nhập X-Men và không lâu sau đã yêu người cộng sự của mình, Rogue. Tuy nhiên, Gambit và Rogue đã chia tay. Còn về Bella Donna, cô đã trở thành kẻ thù của Gambit. Về sau, nhóm X-Men phát hiện ra vai trò của Gambit trong cuộc thảm sát Morlorck. Cảm thấy tội lỗi, Gambit đã rời đội, ít nhất là tạm thời.